# Jevgenij Donskoj
Jevgenij Jevgenjevitj Donskoj (russisk: Евге́ний Евге́ньевич Донско́й, født 9. maj 1990 i Moskva, Sovjetunionen) er en professionel tennisspiller fra Rusland.